# Letní noc
Letní noc je jednoaktová rozhlasová opera českého skladatele Rudolfa Kubína na libreto Miloše Kareše z roku 1931. Jedná se o první českou rozhlasovou operu.

## Vznik a historie díla
Mladý skladatel Rudolf Kubín působil od 15. ledna 1929 v Symfonickém orchestru Československého rozhlasu, kam ho pozval vedoucí tohoto tělesa Otakar Jeremiáš. Kubín psal pro rozhlas různé vážné i jazzové skladby, a když v roce 1930 tehdejší vedoucí literárních pořadů pražského rozhlasu dr. Miloš Kareš připravoval zřízení rozhlasového operního studia, obrátil se na něj se žádostí o krátkou rozhlasovou operu – první československou operu napsanou pro toto nové médium. Kareš poskytl Kubínovi libreto uzpůsobené omezeným rozhlasovým prostředkům (čtyři postavy), které odpovídalo libretistově představě rozhlasové hudební zábavy: je to konverzační milostný příběh, s pestrým dějem a dramatickým spádem, ale současně poněkud povrchní a využívající dobové operetní šablony (postava tuláka).
Kubínovo zhudebnění vychází z konverzačního recitativu, jednotlivým postavám však přisuzuje hudební motivy písňového, ba lidového rázu. Hudba nezapře tehdejší Kubínovo (i Karešovo) zaujetí zábavnou hudbou a operetou, potenciál vážného uměleckého díla naplňuje především instrumentace, psaná pro velký orchestr s posílenými dechovými nástroji, a Kubínovo umění psát pro orchestr nejlépe dokládá instrumentální intermezzo na téma milostného roztoužení.
Opera byla napsána v letech 1930-1931 a poprvé vysílána 26. září 1931 za řízení skladatele. 25. srpna 1935 ji Kubín provedl opět na svém novém působišti, v ostravském rozhlase, a to ve vlastní hudební režii, dirigoval však Jan Plichta. Později ji Kubín ještě mírně revidoval (partitura nese jeho korektury s datací 22. srpna 1946). V roce 1956 byla opera provedena v (nově zřízeném) ostravském studiu Československé televize. Jediné scénické uvedení Letní noci připravila Komorní opera Miloše Wasserbauera brněnské JAMU, v kombinaci s Nesmělým Kasanovou Václava Felixe. Premiéra se konala 4. května 1980.
Na Karešovo libreto Kubín napsal ještě v roce 1933 operetu Cirkus života.

## Osoby
| osoba    | hlasový obor | premiéra (26.9.1931) |
| -------- | ------------ | -------------------- |
| Tulák    | tenor        | Jaroslav Gleich      |
| Fořt     | bas          | Hanuš Thein          |
| Myslivec | baryton      | František Pour       |
| Dcerka   | soprán       | Nelly Gaierová       |

## Děj opery
Na venkově, v lese poblíž myslivny, nastává letní noc. O fořtovu dcerku se má příští den přijít ucházet myslivec, jemuž fořt přeje, ale dívka jej nemiluje a touží po skutečné lásce. Objeví se tulák – vandrující tovaryš – a jeho vemlouvavý hlas a opojné kouzlo letní noci způsobí, že mu dívka jako zmámená podlehne. S úsvitem fořtova dcera procitá ze svých iluzí a myslivcovu žádost o ruku rezignovaně přijímá.